# JazzHausMusik
JazzHausMusik is een Duits platenlabel voor jazz en geïmproviseerde muziek. Het label bestaat sinds 1980 en is gevestigd in Keulen. Het is het enige label in Europa waar de musici van het begin tot het eind een hand hebben in de productie.
Aanvankelijk verschenen er alleen maar platen van lokale bands, die verbonden waren met het 'Initiative Kölner Jazz Haus', zoals Extempore (met Reiner Michalke) en NoNett (met Norbert Stein en Joachim Gellert). Daarna volgden ook opnames van musici uit het Rijnland en andere regio's, en tegenwoordig brengt het label ook opnames van niet-Duitse muzikanten uit. In het najaar van 2012 had JazzHausMusik meer dan 210 platen uitgebracht, elke jaar komen er zo'n 10 tot twaalf bij. Al zeven platen (2011) werden bekroond met een Preis der Deutschen Schallplattenkritik. Curator van het label is de Duitse pianist, componist en arrangeur Georg Ruby, van wie verschillende platen op het label verschenen.
Musici die op het label uitkwamen zijn naast de genoemde onder andere Kölner Saxophon Mafia, Frank Gratkowski, Christina Fuchs, Niels Klein, Hans Lüdemann, Dieter Manderscheid, Ulla Oster, Claudio Puntin, Christoph Haberer, Rudi Mahall, Marc Muellbauer, Michel Pilz, Pepe Berns, Henning Berg en Hazel Leach.